# Louis de Barbiano et Belgiojoso
Le comte Louis-Charles-Marie Barbiano di Belgiojoso (1728-1801) est un diplomate  du duché de Milan (Saint-Empire), au service de la Maison d'Autriche.
Le comte de Barbiano et Belgiojoso  a exercé la fonction de ministre plénipotentiaire des Pays-Bas autrichiens de 1783 à 1787, sous l'empereur Joseph II et sous le gouvernorat de Marie-Christine d'Autriche et Albert de Saxe-Teschen.
Les lettres patentes de l'Empereur le nommant son ministre plénipotentiaire aux Pays-Bas ont été émises le 9 mai 1783.
Il fit construire à partir de 1790 un palais devenu la Villa Reale de Milan, acquis après sa mort par la République italienne (1802).

### Sources et bibliographie
- Liste chronologique des édits et ordonnances des Pays-Bas autrichiens de 1751 à 1794 : deuxième partie - de 1781 à 1794, Devroye et Cie, 1858, 465 p. (lire en ligne).
- « BELGIOJOSO, Louis-Charles-Marie, comte DE BARBIANO et », dans Biographie nationale de Belgique